# Petershohn
Petershohn ist ein Ortsteil der Stadt Hennef (Sieg) im Rhein-Sieg-Kreis in Nordrhein-Westfalen.

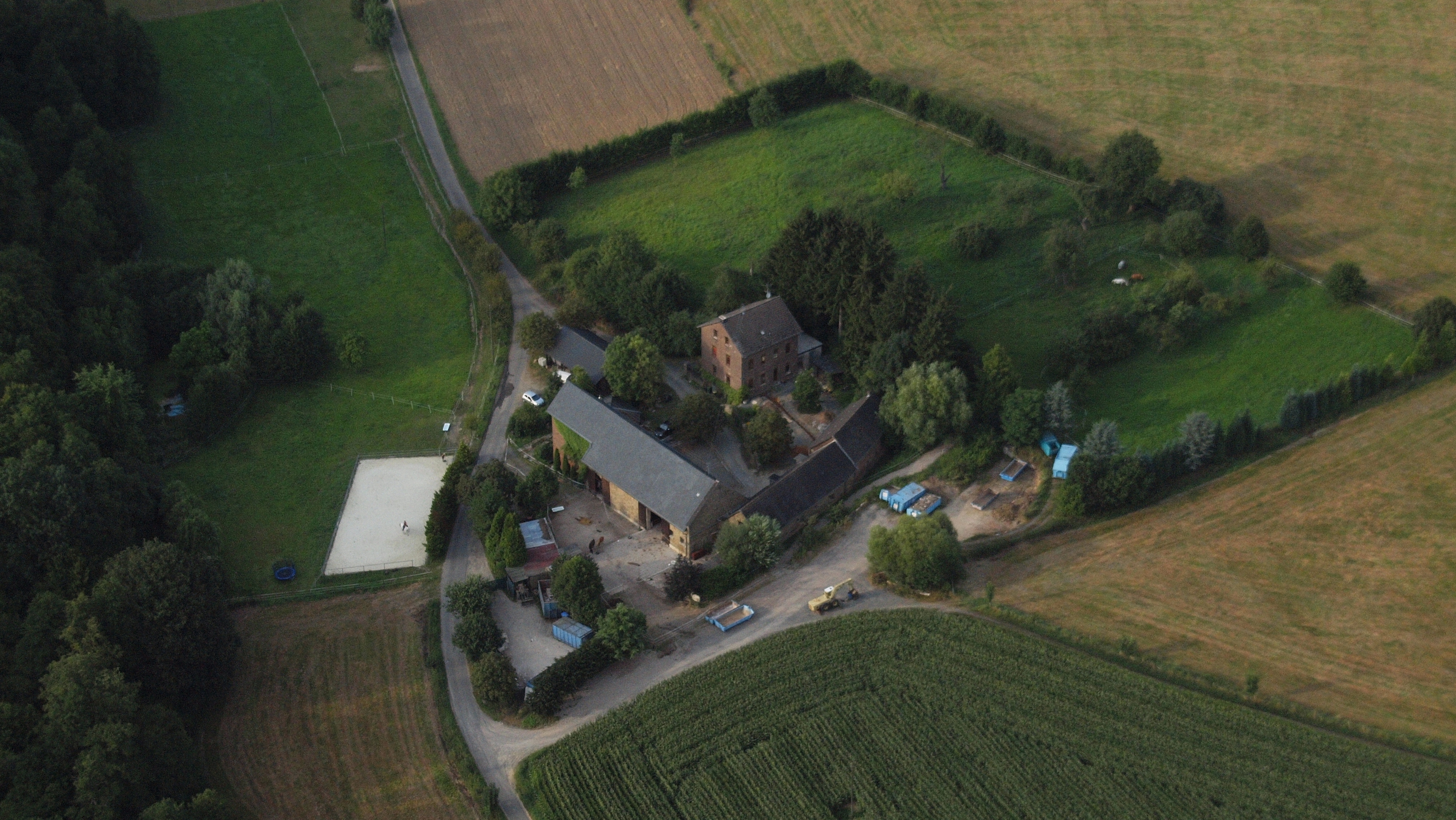
Luftaufnahme von Petershohn

## Lage
Das Gehöft liegt im Mittelsiegtal, am Rande des Pleiser Hügellands zwischen Siebengebirge und Westerwald.
Nachbarorte sind Käsberg im Osten, die Höfe Michelshohn und Theishohn im Süden und Hossenberg im Norden.

## Geschichte
Petershohn gehörte zum Kirchspiel Geistingen, 1830 lebten hier sieben Einwohner.
Bis 1934 gehörte Petershohn zur Gemeinde Geistingen.